# Claire Abel
Claire Abel ist eine ehemalige britische Biathletin.

## Karriere
Claire Abel diente als Soldatin beim Royal Logistic Corps Ladies  und startete auch für diese Einheit. Sie gewann bei den Britischen Meisterschaften 2009 in Obertilliach gemeinsam mit Emma Fowler, Adele Walker und Jamielee McCreadie den Titel in der Teamwertung. In der Militärpatrouille wurde sie mit Carly Finnigan, Lucy Davis und Beverley Robinson Vizemeisterin. In den kommenden Jahren blieben sowohl Medaillen als auch Turnierteilnahmen aus, in internationalen Wettbewerben der IBU startete sie nie.